# Giải bóng đá Vô địch U-21 Quốc gia 2024
Giải bóng đá Vô địch U-21 Quốc gia 2024 là mùa giải thứ 28 của Giải bóng đá Vô địch U-21 Quốc gia do Liên đoàn bóng đá Việt Nam (VFF) tổ chức. Đây là mùa giải đầu tiên của giải U-21 Quốc gia từ sau khi báo Thanh Niên rút lui khỏi việc đồng tổ chức các giải bóng đá trẻ cùng với VFF vào đầu năm 2024, bao gồm U-19 và U-21 Quốc gia. Mùa giải lần này diễn ra theo hai giai đoạn, với giai đoạn vòng loại diễn ra từ ngày 12 đến ngày 22 tháng 7 năm 2024. Vòng chung kết của giải, gồm 12 đội bóng, được tổ chức từ ngày 1 tháng 8 đến ngày 12 tháng 8 năm 2024.
PVF–CAND là đương kim vô địch, nhưng không tham dự giải đấu lần này. LPBank Hoàng Anh Gia Lai có lần thứ hai vô địch giải đấu sau khi đánh bại đội chủ nhà PVF 4–2 trong loạt sút luân lưu (hai đội hòa 0–0 ở hai hiệp chính).

## Vòng loại
Vòng loại diễn ra từ ngày 12 đến ngày 22 tháng 7 năm 2024 với năm bảng đấu chia theo khu vực địa lý. Các đội bóng trong mỗi bảng thi đấu vòng tròn một lượt tại một địa điểm tập trung. Năm đội xếp thứ nhất, năm đội xếp thứ nhì tại năm bảng và một đội xếp thứ ba có thành tích tốt nhất sẽ lọt vào vòng chung kết. Nếu đội chủ nhà vòng chung kết kết thúc vòng loại với vị trí trong nhóm 11 đội nêu trên, đội đứng thứ ba có thành tích tốt tiếp theo cũng sẽ giành quyền tham dự vòng chung kết.

### Các đội vượt qua vòng loại
| Câu lạc bộ               | Tư cách vượt qua vòng loại    | Tham dự vòng chung kết | Thành tích tốt nhất                          |
| ------------------------ | ----------------------------- | ---------------------- | -------------------------------------------- |
| PVF                      | Chủ nhà/Nhất bảng B           | 4 lần                  | Hạng ba (2021)                               |
| Hà Nội                   | Nhì bảng A                    | 11 lần                 | Vô địch (2013, 2015, 2016, 2018, 2019, 2022) |
| Thể Công – Viettel       | Nhất bảng A                   | 14 lần                 | Vô địch (1997, 1998, 1999, 2020)             |
| Đông Á Thanh Hóa         | Nhì bảng B                    | 5 lần                  | Hạng ba (2022)                               |
| Lâm Đồng                 | Nhì bảng E                    | 2 lần                  | Vòng bảng (2003)                             |
| Bình Phước               | Nhất bảng E                   | Lần đầu                | Lần đầu                                      |
| SHB Đà Nẵng              | Nhất bảng C                   | 20 lần                 | Vô địch (2003, 2008, 2009)                   |
| Quảng Nam                | Nhì bảng C                    | 2 lần                  | Vòng bảng (1998)                             |
| Đồng Tháp                | Nhất bảng D                   | 15 lần                 | Á quân (1998)                                |
| Long An                  | Nhì bảng D                    | 13 lần                 | Á quân (2000)                                |
| LPBank Hoàng Anh Gia Lai | Ba bảng C/Ba bảng tốt nhất    | 15 lần                 | Vô địch (2017)                               |
| Thành phố Hồ Chí Minh    | Ba bảng D/Ba bảng tốt thứ hai | 10 lần                 | Á quân (1997, 2008)                          |

1. ↑  Kế thừa thành tích của đội Thanh Hóa trước năm 2010.

## Địa điểm
Các trận đấu của vòng chung kết diễn ra tại hai địa điểm: sân vận động Trung tâm đào tạo bóng đá trẻ PVF - Bộ Công an, tỉnh Hưng Yên cho các trận đấu của bảng A và bảng B, và sân vận động Thanh Trì, thành phố Hà Nội cho các trận đấu của bảng C.
| Hưng Yên               | Hà Nội                 |
| ---------------------- | ---------------------- |
| Sân vận động chính PVF | Sân vận động Thanh Trì |
| Sức chứa: 3.600        | Sức chứa: 4.000        |
|                        |                        |

## Đội hình
Các cầu thủ từ 16 đến 21 tuổi (sinh từ ngày 1 tháng 1 năm 2003 đến ngày 31 tháng 12 năm 2008) có đủ điều kiện để tham dự giải đấu. Mỗi đội phải đăng ký một danh sách với tối thiểu 18 cầu thủ và tối đa 30 cầu thủ. Trong đó, danh sách phải có tối thiểu 2 thủ môn và tối đa 1 cầu thủ nước ngoài gốc Việt Nam (Quy định mục 7.1).

## Vòng bảng
Hai đội đứng đầu mỗi bảng và hai đội đứng thứ ba bảng có thành tích tốt nhất lọt vào vòng tứ kết.

### Các tiêu chí
Các đội được xếp hạng theo điểm (3 điểm cho 1 trận thắng, 1 điểm cho 1 trận hòa, 0 điểm cho 1 trận thua), và nếu bằng điểm, các tiêu chí sau đây được áp dụng theo thứ tự, để xác định thứ hạng:
1. Điểm trong các trận đối đầu trực tiếp giữa các đội bằng điểm;
2. Hiệu số bàn thắng thua trong các trận đối đầu trực tiếp giữa các đội bằng điểm;
3. Số bàn thắng ghi được trong các trận đối đầu trực tiếp giữa các đội bằng điểm;
4. Nếu có nhiều hơn hai đội bằng điểm, và sau khi áp dụng tất cả các tiêu chí đối đầu ở trên, một nhóm nhỏ các đội vẫn còn bằng điểm nhau, tất cả các tiêu chí đối đầu ở trên được áp dụng lại cho riêng nhóm này;
5. Hiệu số bàn thắng thua trong tất cả các trận đấu bảng;
6. Số bàn thắng ghi được trong tất cả các trận đấu bảng;
7. Sút luân lưu nếu chỉ có hai đội bằng điểm và họ gặp nhau trong trận cuối cùng của bảng;
8. Điểm thẻ phạt (thẻ vàng = –1 điểm, thẻ đỏ gián tiếp (2 thẻ vàng) = –3 điểm, thẻ đỏ trực tiếp = –3 điểm, thẻ vàng và thẻ đỏ trực tiếp = –4 điểm);
9. Bốc thăm.

### Bảng A
| VT | Đội                      | ST | T | H | B | BT | BB | HS | Đ | Giành quyền tham dự     |
| -- | ------------------------ | -- | - | - | - | -- | -- | -- | - | ----------------------- |
| 1  | Thể Công – Viettel       | 3  | 3 | 0 | 0 | 9  | 2  | +7 | 9 | Vòng đấu loại trực tiếp |
| 2  | PVF (H)                  | 3  | 1 | 1 | 1 | 6  | 6  | 0  | 4 | Vòng đấu loại trực tiếp |
| 3  | LPBank Hoàng Anh Gia Lai | 3  | 1 | 1 | 1 | 3  | 3  | 0  | 4 | Vòng đấu loại trực tiếp |
| 4  | Thành phố Hồ Chí Minh    | 3  | 0 | 0 | 3 | 3  | 10 | −7 | 0 |                         |

| PVF | 1–3      | Thể Công – Viettel |
| --- | -------- | --- |
| - Trần Vũ Ngọc Tài 4' - Đỗ Minh Quang 19' - Nguyễn Phương Nam 34' - Nguyễn Hải Nam 37' - Khúc Trung Hiếu 88' | Chi tiết | - Khuất Văn Khang 26' - Nguyễn Đăng Dương 31' 45+1' - Nguyễn Hữu Thái Bảo 34' - Nguyễn Văn Tú 62' - Nguyễn Thành Đạt 64' - Vũ Bá Hải Dương 73' - Trưởng đoàn Nguyễn Hải Biên 85' - Nguyễn Hữu Tuấn 87' 90+2' |

| LPBank Hoàng Anh Gia Lai                                                  | 2–0      | Thành phố Hồ Chí Minh                                                       |
| ------------------------------------------------------------------------- | -------- | --------------------------------------------------------------------------- |
| - Nguyễn Minh Tâm 1' - Trần Vương Duy Bảo 45+1' (l.n.) - Võ Phước Bảo 56' | Chi tiết | - Nguyễn Tâm 31' - Nguyễn Phú Nhã 32' - Bùi Văn Bình 67' - Phan Hồ Khải 86' |

| Thể Công – Viettel                             | 2–0      | LPBank Hoàng Anh Gia Lai |
| ---------------------------------------------- | -------- | ------------------------ |
| - Vũ Bá Hải Dương 65' - Nguyễn Công Phương 67' | Chi tiết |                          |

| Thành phố Hồ Chí Minh                           | 2–4      | PVF                                                                                |
| ----------------------------------------------- | -------- | ---------------------------------------------------------------------------------- |
| - Lê Cảnh Gia Huy 25' - Nguyễn Phương Nam 90+2' | Chi tiết | - Phạm Văn Sơn 39' - Nguyễn Lê Phát 48' - Nguyễn Hoàng Anh 71' - Đào Quang Anh 90' |

| PVF                | 1–1      | LPBank Hoàng Anh Gia Lai                      |
| ------------------ | -------- | --------------------------------------------- |
| - Phạm Văn Sơn 39' | Chi tiết | - Phạm Lý Đức 39' - HLV Trịnh Duy Quang 90+1' |

| Thể Công – Viettel                                                         | 4–1      | Thành phố Hồ Chí Minh |
| -------------------------------------------------------------------------- | -------- | --------------------- |
| - Nguyễn Thành Khanh 10' - Nguyễn Hữu Tuấn 65', 84' - Nguyễn Thành Đạt 78' | Chi tiết | - Phạm Anh Quân 43'   |

### Bảng B
| VT | Đội         | ST | T | H | B | BT | BB | HS | Đ | Giành quyền tham dự     |
| -- | ----------- | -- | - | - | - | -- | -- | -- | - | ----------------------- |
| 1  | Hà Nội      | 3  | 2 | 1 | 0 | 10 | 4  | +6 | 7 | Vòng đấu loại trực tiếp |
| 2  | SHB Đà Nẵng | 3  | 1 | 2 | 0 | 6  | 4  | +2 | 5 | Vòng đấu loại trực tiếp |
| 3  | Đồng Tháp   | 3  | 1 | 0 | 2 | 5  | 7  | −2 | 3 | Vòng đấu loại trực tiếp |
| 4  | Lâm Đồng    | 3  | 0 | 1 | 2 | 6  | 12 | −6 | 1 |                         |

| Lâm Đồng                      | 1–6      | Hà Nội                                                                                                |
| ----------------------------- | -------- | --- |
| - Nguyễn Hải Chí Nguyện 90+2' | Chi tiết | - Nguyễn Anh Tiệp 16' - Nguyễn Đắc Vinh 21', 58' - Nguyễn Văn Trường 30', 70' - Nguyễn Quốc Khánh 47' |

| SHB Đà Nẵng                              | 2–0      | Đồng Tháp |
| ---------------------------------------- | -------- | --------- |
| - Nguyễn Phi Hoàng 15' - Lê Anh Toàn 22' | Chi tiết |           |

| Hà Nội                                         | 2–2      | SHB Đà Nẵng                                  |
| ---------------------------------------------- | -------- | -------------------------------------------- |
| - Nguyễn Anh Tiệp 10' - Nguyễn Trung Thành 78' | Chi tiết | - Nguyễn Thanh Hùng 34' - Trần Nhật Đông 80' |

| Đồng Tháp                                                                                                | 4–3      | Lâm Đồng                                                        |
| --- | -------- | --------------------------------------------------------------- |
| - Nguyễn Hải Chí Nguyện 23' (l.n.) - Võ Công Minh 44' - Võ Trung Tấn 66' (l.n.) - Nguyễn Hữu Thiện 90+5' | Chi tiết | - Đào Gia Việt 13' - Nguyễn Văn Đình 29' - Nguyễn Bá Thảo 90+4' |

| Lâm Đồng                                    | 2–2      | SHB Đà Nẵng                                   |
| ------------------------------------------- | -------- | --------------------------------------------- |
| - Lê Hoàng Luân 45+1' - Đinh Thành Luân 49' | Chi tiết | - Trương Hải Đăng 13' - Nguyễn Thanh Nhân 20' |

| Hà Nội                                  | 2–1      | Đồng Tháp           |
| --------------------------------------- | -------- | ------------------- |
| - Võ Quốc Trung 17' - Nguyễn Anh Tú 34' | Chi tiết | - Trần Long Hải 47' |

### Bảng C
| VT | Đội              | ST | T | H | B | BT | BB | HS | Đ | Giành quyền tham dự     |
| -- | ---------------- | -- | - | - | - | -- | -- | -- | - | ----------------------- |
| 1  | Đông Á Thanh Hóa | 3  | 2 | 1 | 0 | 10 | 4  | +6 | 7 | Vòng đấu loại trực tiếp |
| 2  | Quảng Nam        | 3  | 1 | 2 | 0 | 6  | 5  | +1 | 5 | Vòng đấu loại trực tiếp |
| 3  | Long An          | 3  | 0 | 2 | 1 | 1  | 3  | −2 | 2 |                         |
| 4  | Bình Phước       | 3  | 0 | 1 | 2 | 6  | 11 | −5 | 1 |                         |

| Đông Á Thanh Hóa                          | 2–2      | Quảng Nam                                    |
| ----------------------------------------- | -------- | -------------------------------------------- |
| - Lê Văn Thuận 45' - Nguyễn Ngọc Mỹ 90+4' | Chi tiết | - Nguyễn Đình Bắc 58' - Nguyễn Văn Hoành 62' |

| Bình Phước   | 1–1      | Long An               |
| ------------ | -------- | --------------------- |
| Điểu Quy 73' | Chi tiết | Nguyễn Thanh Tùng 77' |

| Quảng Nam                                                                                       | 4–3      | Bình Phước                                                    |
| ----------------------------------------------------------------------------------------------- | -------- | ------------------------------------------------------------- |
| - Nguyễn Nhật Hoàng 52' - Trần Thanh Bình 61' - Nguyễn Thành Vinh 63' - Nguyễn Phú Anh Tuấn 87' | Chi tiết | - Nguyễn Văn Hành 36' - Nguyễn Tuấn Sang 85' - Điểu Quy 90+4' |

| Long An | 0–2      | Đông Á Thanh Hóa                           |
| ------- | -------- | ------------------------------------------ |
|         | Chi tiết | - Nguyễn Văn Tiếp 39' - Nguyễn Ngọc Mỹ 79' |

| Đông Á Thanh Hóa                                                                                   | 6–2      | Bình Phước                             |
| -------------------------------------------------------------------------------------------------- | -------- | -------------------------------------- |
| - Hà Minh Đức 2', 69' - Lê Văn Thuận 29' - Lê Văn Cường 41' - Hà Văn Kiệt 44' - Nguyễn Ngọc Mỹ 81' | Chi tiết | - Điểu Quy 57' - Trần Quốc Khánh 90+2' |

| Quảng Nam | 0–0      | Long An |
| --------- | -------- | ------- |
|           | Chi tiết |         |

### Xếp hạng các đội đứng thứ ba bảng đấu
| VT | Bg | Đội                      | ST | T | H | B | BT | BB | HS | Đ | Giành quyền tham dự     |
| -- | -- | ------------------------ | -- | - | - | - | -- | -- | -- | - | ----------------------- |
| 1  | A  | LPBank Hoàng Anh Gia Lai | 3  | 1 | 1 | 1 | 3  | 3  | 0  | 4 | Vòng đấu loại trực tiếp |
| 2  | B  | Đồng Tháp                | 3  | 1 | 0 | 2 | 5  | 7  | −2 | 3 | Vòng đấu loại trực tiếp |
| 3  | C  | Long An                  | 3  | 0 | 2 | 1 | 1  | 3  | −2 | 2 |                         |

## Vòng đấu loại trực tiếp
Trong vòng đấu loại trực tiếp, loạt sút luân lưu được sử dụng để quyết định đội thắng nếu hòa sau 90 phút chính thức (không có hiệp phụ).

### Sơ đồ
|  | Tứ kết                   | Tứ kết                   |                          |       | Bán kết | Bán kết |  |  | Chung kết | Chung kết |
|  |                          |                          |                          |       |         |         |  |  |           |           |
|  | 8 tháng 8 - Hà Nội       |                          |                          |       |         |         |  |  |           |           |
|  |                          |                          |                          |       |         |         |  |  |           |           |
|  | Thể Công – Viettel       | 1 (3)                    |                          |       |         |         |  |  |           |           |
|  | Thể Công – Viettel       | 1 (3)                    | 10 tháng 8 – Hưng Yên    |       |         |         |  |  |           |           |
|  | Quảng Nam                | 1 (4)                    |                          |       |         |         |  |  |           |           |
|  | Quảng Nam                | 1 (4)                    | Quảng Nam                | 1 (3) |         |         |  |  |           |           |
|  | 8 tháng 8 - Hà Nội       |                          | Quảng Nam                | 1 (3) |         |         |  |  |           |           |
|  |                          | LPBank Hoàng Anh Gia Lai | 1 (5)                    |       |         |         |  |  |           |           |
|  | Hà Nội                   | LPBank Hoàng Anh Gia Lai | 1 (5)                    | 1 (7) |         |         |  |  |           |           |
|  | Hà Nội                   |                          | 12 tháng 8 – Hưng Yên    | 1 (7) |         |         |  |  |           |           |
|  | LPBank Hoàng Anh Gia Lai | 1 (8)                    |                          |       |         |         |  |  |           |           |
|  | LPBank Hoàng Anh Gia Lai | 1 (8)                    | LPBank Hoàng Anh Gia Lai | 0 (4) |         |         |  |  |           |           |
|  | 8 tháng 8 - Hưng Yên     |                          | LPBank Hoàng Anh Gia Lai | 0 (4) |         |         |  |  |           |           |
|  |                          | PVF                      | 0 (2)                    |       |         |         |  |  |           |           |
|  | Đông Á Thanh Hóa         | PVF                      | 0 (2)                    | 10    |         |         |  |  |           |           |
|  | Đông Á Thanh Hóa         | 10 tháng 8 – Hưng Yên    |                          | 10    |         |         |  |  |           |           |
|  | Đồng Tháp                | 1                        |                          |       |         |         |  |  |           |           |
|  | Đồng Tháp                | 1                        | Đông Á Thanh Hóa         | 1 (4) |         |         |  |  |           |           |
|  | 8 tháng 8 - Hưng Yên     |                          | Đông Á Thanh Hóa         | 1 (4) |         |         |  |  |           |           |
|  |                          | PVF                      | 1 (5)                    |       |         |         |  |  |           |           |
|  | PVF                      | PVF                      | 1 (5)                    | 2     |         |         |  |  |           |           |
|  | PVF                      |                          |                          | 2     |         |         |  |  |           |           |
|  | SHB Đà Nẵng              | 0                        |                          |       |         |         |  |  |           |           |
|  | SHB Đà Nẵng              | 0                        |                          |       |         |         |  |  |           |           |

### Tứ kết
| Thể Công – Viettel                                           | 1–1      | Quảng Nam                                        |
| ------------------------------------------------------------ | -------- | ------------------------------------------------ |
| Nguyễn Đăng Dương 38'                                        | Chi tiết | Nguyễn Đức Trường 25'                            |
| Loạt sút luân lưu                                            |          |                                                  |
| - Văn Khang - Trung Hiếu - Thành Đạt - Thanh Bình - Hữu Tuấn | 3–4      | - Quang Duyệt - Lê Lộc - Thành Vinh - Thanh Bình |

| Hà Nội | 1–1      | LPBank Hoàng Anh Gia Lai |
| --- | -------- | --- |
| Nguyễn Văn Trường 87' | Chi tiết | Nguyễn Văn Triệu 47' |
| Loạt sút luân lưu |          | |
| - Văn Trường - Văn Tuyến - Xuân Toàn - Đức Anh - Trung Thành - Văn Sơn - Quốc Khánh - Sỹ Đức - Văn Hà - Văn Dũng - Tiến Mạnh | 7–8      | - Đức Việt - Khánh Duy - Lý Đức - Trung Vinh - Thành Đạt - Quang Kiệt - Nhật Minh - Minh Quang - Quốc Việt - Văn Triệu - Trung Kiên |

| Đông Á Thanh Hóa | 10–1     | Đồng Tháp           |
| --- | -------- | ------------------- |
| - Lê Văn Thuận 7', 63' - Nguyễn Văn Tiếp 11', 61' - Hà Minh Đức 12' - Lê Văn Cường 26' - Nguyễn Ngọc Mỹ 44', 55' (ph.đ.) - Lê Văn Hoàn 74', 79' | Chi tiết | - Phùng Khắc Lê 89' |

| PVF                                             | 2–0      | SHB Đà Nẵng |
| ----------------------------------------------- | -------- | ----------- |
| - Trần Vũ Ngọc Tài 35' - Nguyễn Hoàng Anh 90+6' | Chi tiết |             |

### Bán kết
| Quảng Nam                                    | 1–1      | LPBank Hoàng Anh Gia Lai                                |
| -------------------------------------------- | -------- | ------------------------------------------------------- |
| Nguyễn Thanh Huy Bảo 75'                     | Chi tiết | Nguyễn Minh Tâm 15'                                     |
| Loạt sút luân lưu                            |          |                                                         |
| - Quang Duyệt - Lê Lộc - Nhật Hoàng - Sỹ Đàn | 3–5      | - Đức Việt - Hoàng Minh - Lý Đức - Minh Tâm - Thành Đạt |

| Đông Á Thanh Hóa                                                  | 2–2      | PVF                                                                   |
| ----------------------------------------------------------------- | -------- | --------------------------------------------------------------------- |
| - Nguyễn Văn Tiếp 57' - Nguyễn Ngọc Mỹ 67'                        | Chi tiết | - Nguyễn Lê Phát 34' - Nguyễn Gia Bảo 45'                             |
| Loạt sút luân lưu                                                 |          |                                                                       |
| - Ngọc Mỹ - Văn Hoàn - Công Sơn - Văn Thuận - Minh Đức - Văn Tiếp | 4–5      | - Minh Quang - Lê Phát - Hoàng Sơn - Quang Anh - Anh Tuấn - Minh Nhật |

### Chung kết
| LPBank Hoàng Anh Gia Lai                     | 0–0      | PVF                                           |
| -------------------------------------------- | -------- | --------------------------------------------- |
|                                              | Chi tiết |                                               |
| Loạt sút luân lưu                            |          |                                               |
| - Đức Việt - Hoàng Minh - Lý Đức - Thành Đạt | 4–2      | - Lê Phát - Hoàng Sơn - Minh Nhật - Quang Anh |

## Thống kê

### Vô địch
| Vô địch Giải bóng đá Vô địch U-21 Quốc gia 2024 |
| ----------------------------------------------- |
| LPBank Hoàng Anh Gia Lai Lần thứ 2              |

### Các giải thưởng
Các giải thưởng dưới đây đã được trao sau khi giải đấu kết thúc:
| Vua phá lưới                      | Cầu thủ xuất sắc nhất                      | Thủ môn xuất sắc nhất                      | Giải phong cách  |
| --------------------------------- | ------------------------------------------ | ------------------------------------------ | ---------------- |
| Nguyễn Ngọc Mỹ (Đông Á Thanh Hóa) | Nguyễn Đức Việt (LPBank Hoàng Anh Gia Lai) | Trần Trung Kiên (LPBank Hoàng Anh Gia Lai) | Đông Á Thanh Hóa |

### Cầu thủ ghi bàn
Đã có 94 bàn thắng ghi được trong 25 trận đấu, trung bình 3.76 bàn thắng mỗi trận đấu.
6 bàn thắng
- Nguyễn Ngọc Mỹ (Đông Á Thanh Hóa)